# Ра ІІ
Ра ІІ е тръстикова лодка с която Тур Хейердал в екипаж от още седем изпитатели през 1970 г. успешно прекосява Атлантика, тръгвайки от Мароко и стигайки до Барбадос.
Лодката е построена с тръстика от езерото Титикака в Боливия. С този експеримент, Хейердал доказва на практика, че древните и по-специално финикийците съвсем успешно са могли да плават до Америка и обратно използвайки двете течения в Саргасово море - канарското, а на обратно северноатлантическото - в кръг.
Предходно, през 1969 г. е извършен един неуспешен опит по същия маршрут от същия екипаж, но с лодката Ра с тръстика от езерото Чад. Екипажът е спасен от яхта на 100 мили от Карибските острови.
Тръстиковата лодка е кръстена на египетския бог на Слънцето – Ра. За експедицията е написана книгата „Експедициите на „Ра““, като е създаден и документален филм. В своята статия „По следите на бога на Слънцето“, публикувана в египетското списание „Egypt Travel Magazine“, Тур Хейердал пише, че в древността и античността са били възможни, а и са се осъществявали, контакти между цивилизациите в Източното Средиземноморие - на Древен Египет с финикийците - и Мезоамерика.

## Екипажи
Екипаж на „Ра“
- Тур Хейердал от Норвегия (ръководител)
- Норман Бейкър от САЩ (щурман)
- Абдула Джибрин от Чад (експерт по папируси)
- Карло Маури от Италия (кинооператор)
- Юрий Сенкевич от СССР (лекар)
- Жорж Суриал от Обединените арабски емирства (фотограф)
- Сантяго Хенове́с от Мексико (антрополог)

Екипаж на „Ра-II“
- Тур Хейердал от Норвегия (ръководител)
- Норман Бейкър от САЩ (щурман)
- Кей Охара от Япония (кинооператор)
- Карло Маури от Италия (кинооператор)
- Юрий Сенкевич от СССР (лекар)
- Жорж Суриал от Обединените арабски емирства (фотограф)
- Сантяго Хенове́с от Мексико (антрополог)
- Мадани Аит Ухани от Мароко (химик-еколог)